# Mosteiro de Santo Isidro de Loriana

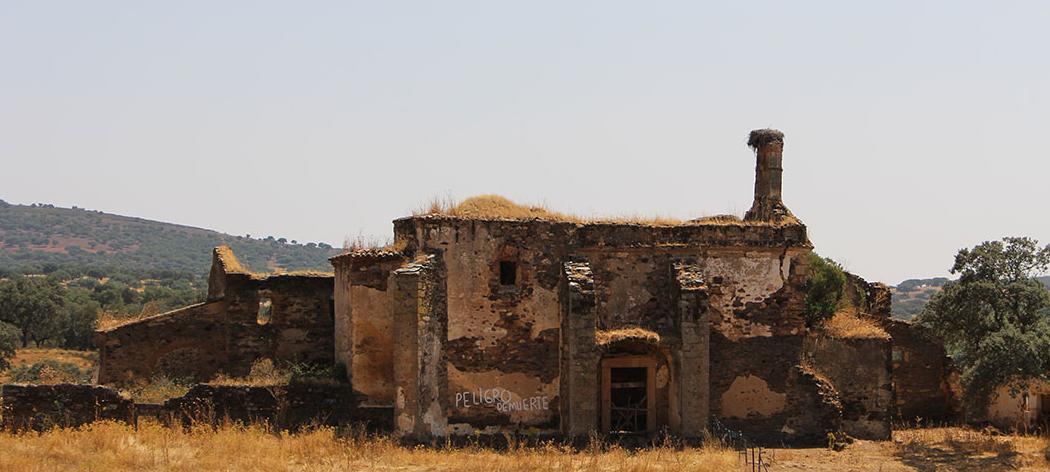
Fotografia do Mosteiro de Santo Isidro de Loriana.

O Mosteiro de Santo Isidro de Loriana (em castelhano: Monasterio de San Isidro de Loriana) é um antigo mosteiro franciscano do século XVI. Está localizado na serra de São Pedro, município de Mérida, província de Badajoz, embora esteja mais próximo das localidades de La Roca de la Sierra e Puebla de Obando do que de Mérida. Foi declarado Bem de Interesse Cultural em 12 de novembro de 2013 na categoria de monumento, por ser um exemplo da arquitectura franciscana.